# De zeven samoerai
De zeven samoerai (Japans: 七人の侍, Shichinin no samurai) is een Japanse film uit 1954 van regisseur Akira Kurosawa. De film is een klassieker en wordt algemeen beschouwd als een van de invloedrijkste films ooit gemaakt. Hij diende als basis voor verscheidene andere films. Er wordt in andere films ook regelmatig verwezen naar deze filmklassieker. De film werd en wordt nog steeds geprezen door zowel het grote publiek als filmkenners. De bekendste remake is The Magnificent Seven (1960), een Amerikaanse western van regisseur John Sturges.

## Verhaal
Tijdens de Sengoku-periode wordt een dorpje vol boeren door een groep bandieten geteisterd . De inwoners roepen de hulp in van enkele samoerai zonder daimyo om hen te beschermen.
Het inhuren van samoerai is een dure zaak. Na overleg met de belangrijkste personen van het dorp wordt er besloten om samoerai in te huren. In ruil voor hun diensten zullen de samoerai rijst krijgen, want dat is het enige wat de boeren bezitten. Maar het is niet makkelijk om samoerai te vinden die willen meewerken. Na lang zoeken en aandringen, worden er zeven bereid gevonden om hen te beschermen in ruil voor rijst.
De samoerai gaan naar het dorpje dat ze moeten verdedigen maar hoeven er niet te rekenen op een warm onthaal. De samoerai zijn niet blij met de ontvangst en bovendien komen ze te weten dat de boeren in het verleden enkele samoerai vermoord hebben. Vervolgens luidt een samoerai, Kikuchiyo, de alarmbel alsof er bandieten op komst zijn. De boeren die eerst niet wilden weten van de samoerai lopen nu uit schrik naar hun beschermers. Het was een vals alarm, maar Kikuchiyo bewees wel dat de boeren niets zijn zonder de samoerai. Bovendien bewees hij ook z'n intelligentie. Hoewel hij geen echte samoerai is, beschouwen de anderen hem voortaan toch als een lid van de groep. Hij is de zevende samoerai.
Beetje bij beetje leren de boeren en de samoerai elkaar vertrouwen. Ze bereiden zich voor op de komst van de bandieten. Wanneer de bandieten arriveren, barst er een hevige strijd los. De samoerai beseffen dat er slechts één optie is: een dodelijke confrontatie aangaan met de bandieten en hun leider.

## Rolverdeling

### De zeven samoerai
| Acteur          | Personage          | Beschrijving |
| --------------- | ------------------ | --- |
| Takashi Shimura | Kambei Shimada     | De leider van de groep samoerai en de eerste die door de boeren gerekruteerd wordt. Hij is een erg wijze man.                                                                                        |
| Yoshio Inaba    | Gorobei Katayama   | |
| Daisuke Kato    | Shichiroji         | De derde samoerai. Hij was ooit de rechterhand van Kambei. |
| Minoru Chiaki   | Heihachi Hayashida | De vierde samoerai, die gerekruteerd werd door Gorobei. Hij zorgt voor de sfeer binnen de groep en is niet zo'n goede krijger als de rest.                                                           |
| Isao Kimura     | Katsushiro Okamoto | De vijfde samoerai. Hij is een jonge samoerai en afkomstig van een rijke familie. Hij wil een leerling van Kambei worden.                                                                            |
| Seiji Miyaguchi | Kyuzo              | |
| Toshiro Mifune  | Kikuchiyo          | Hij is het zevende lid van de groep. Hij is eigenlijk geen echte samoerai, maar wil het dolgraag zijn en bewijst op het einde dat hij toch een samoerai waardig is. Hij is een temperamentvolle man. |

### De boeren
| Acteur            | Personage | Beschrijving                                                                         |
| ----------------- | --------- | ------------------------------------------------------------------------------------ |
| Kokuten Kodo      | Gisaku    | De leider van het dorp en de persoon die zegt dat ze samoerai moeten inhuren.        |
| Bokuzen Hidari    | Yohei     | Een oude, timide man.                                                                |
| Kamatari Fujiwara | Manzo     | Een boer die vreest dat zijn dochter verliefd gaat worden op een van de samoerai.    |
| Keiko Tsushima    | Shino     | De dochter van Manzo. Ze wordt verliefd op samoerai Katsushiro.                      |
| Yoshio Tsuchiya   | Rikichi   | Een temperamentvolle en jonge man. Hij verbergt een pijnlijk geheim over zijn vrouw. |

### De bandieten
| Acteur          | Personage                       |
| --------------- | ------------------------------- |
| Shinpei Takagi  | De leider van de bandieten      |
| Shin Otomo      | De rechterhand van de leider    |
| Toshio Takahara | Bandiet gewapend met een musket |

## Structurele vernieuwing
Deze film is de eerste film waarin een groep helden wordt samengesteld om vervolgens samen een bepaald doel te bereiken. Hier zijn het zeven samoerai. Later waren het andere helden/protagonisten in films zoals Ocean's Eleven (1960), The Guns of Navarone (1961) en The Dirty Dozen (1967).

## Verwijzingen
In de loop der jaren is in diverse films verwezen naar deze film.
- De western The Magnificent Seven (1960) is een remake.
- Battle Beyond the Stars (1980) is een sciencefiction-remake.
- Als Yoda aan z'n hoofd zit in Star Wars - Episode III: Revenge of the Sith (2005) dan is dat een verwijzing naar Akira Kurosawa en het personage Kambei uit deze film.[2]
- De in 2003 uitgebrachte film Zatoichi bevat een vechtscène die volgens Takeshi Kitano een verwijzing is naar deze film.[bron?]
- Regisseur Sam Peckinpah gebruikte vaak slow motion tijdens gewelddadige scènes, vooral in de film The Wild Bunch (1969). Die techniek werd ook door Kurosawa gebruikt.
- De Amerikaanse animatiefilm A Bug's Life (1998) bevat veel plotelementen die gebaseerd zijn op deze film.
- De aflevering "The Magnificent Ferengi" uit het zesde seizoen van de serie Star Trek: Deep Space Nine is een parodie op deze film.[bron?]

## Prijzen
Filmfestival van Venetië (1954)
- Gewonnen - Zilveren Leeuw - Akira Kurosawa
- Genomineerd - Gouden Leeuw - Akira Kurosawa

BAFTA Awards (1956)
- Genomineerd - Best Film
- Genomineerd - Best Foreign Actor - Toshirō Mifune
- Genomineerd - Best Foreign Actor - Takashi Shimura

Academy Awards (1957)
- Genomineerd - Art Direction - Black-and-White - So Matsuyama
- Genomineerd - Costume Design - Black-and-White - Kohei Ezaki

Satellite Awards (2006)
- Gewonnen - Best Overall DVD